# Le Haut-Saint-Laurent
A Regionalidade Municipal do Condado de Le Haut-Saint-Laurent está situada na região de Montérégie na província canadense de Quebec. Com uma área de mais de mil e cem quilómetros quadrados, tem, segundo o censo de 2006, uma população de cerca de vinte mil pessoas sendo comandada pela cidade de Huntingdon. Ela é composta por 13 municipalidades: 1 cidades, 5 municípios, 4 cantões e 3 freguesias. 

## Municipalidades

### Cidade
- Huntingdon

### Municípios
- Elgin
- Franklin
- Howick
- Ormstown
- Saint-Chrysostome

### Cantões
- Dundee
- Godmanchester
- Havelock
- Hinchinbrooke

### Freguesias
- Saint-Anicet
- Sainte-Barbe
- Très-Saint-Sacrement

## Região Autônoma
A reserva indígena de Akwesasne não é membro do MRC, mas seu território está encravado nele.